# Géras
Pour les articles homonymes, voir Géras (homonymie).

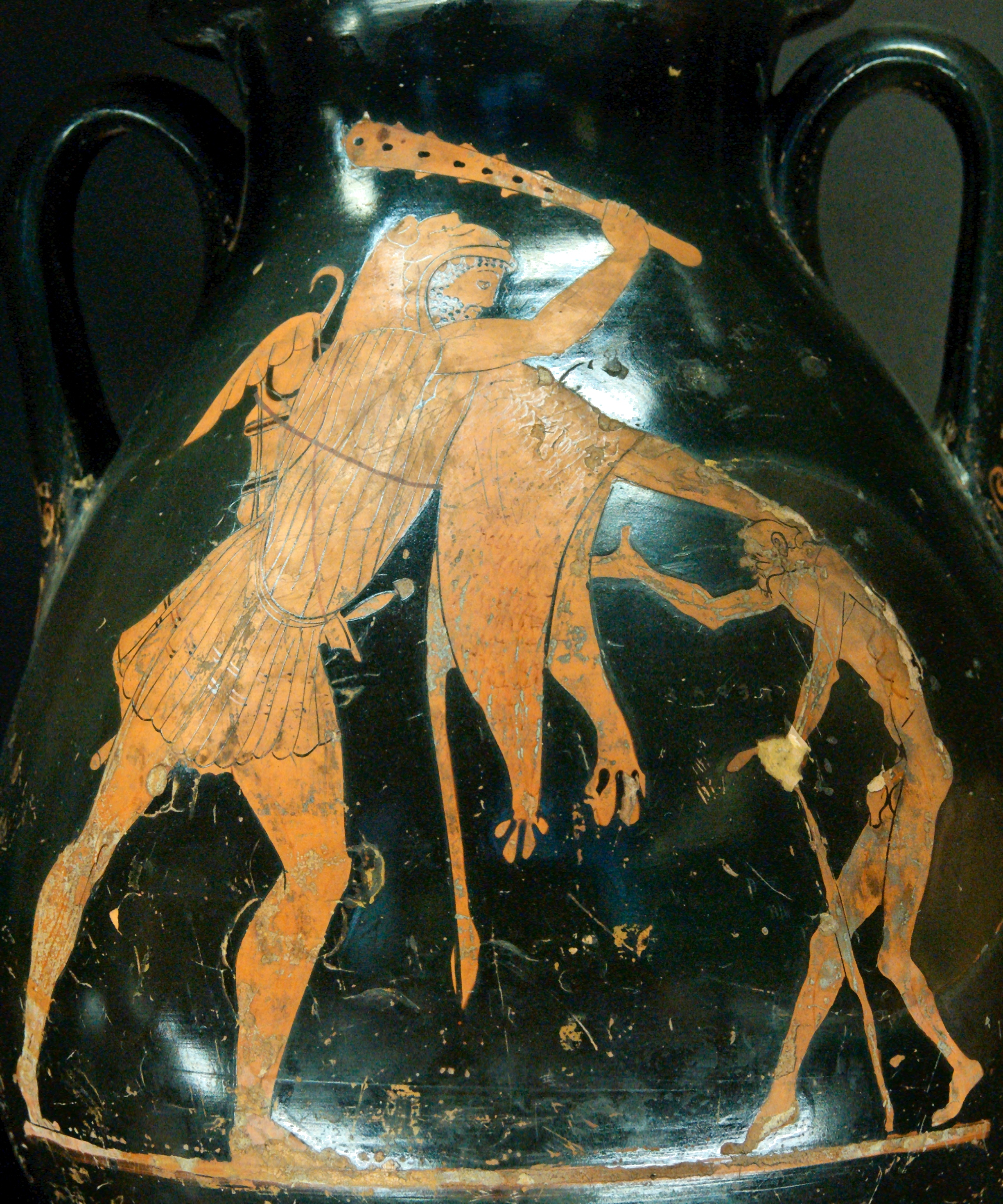
Géras et Héraclès, détail d'un pélikè attique à figures rouges du Peintre de Géras, v. 480–470 av. J.-C., musée du Louvre (G 234).

Dans la mythologie grecque, Géras (en grec ancien Γῆρας / Gễras) est la personnification de la Vieillesse. Il s'oppose en cela à Hébé, déesse personnifiant la Jeunesse.

## Mythe
Hésiode en fait le fils de Nyx (la Nuit), engendré sans père ; pour Hygin, son père est plutôt Érèbe. Selon Aristophane, c'est l'un des résidents de l'Olympe. Il est l'un des maux contenus dans la boîte de Pandore.
Il est associé à la geste d'Héraclès par un vase à figures noires et quelques vases à figures rouges datant tous de la première moitié du Ve siècle av. J.-C. Deux des vases à figures rouges mentionnent nommément Géras, rendant certaine l'identification. L'iconographie de la Vieillesse varie suivant les vases : sur l'un des deux vases inscrits, un pélikè à figures rouges (Louvre G234, cf. ci-contre), Géras est représenté comme un vieillard chétif, au sexe long et flasque, appuyé sur une canne. Héraclès, beaucoup plus grand que lui, le saisit par les cheveux, sans doute dans le but de l'assommer ensuite à coups de massue. Sur un autre vase (Londres E90), Géras est représenté de même taille que le héros, en train de s'enfuir. La scène est identique sur un skyphos à figures rouges (Oxford 1943.79). Sur un lécythe à figures noires, Héraclès pousse au sol son adversaire chétif et nu. Sur un pélikè (Berlin:Ch VI 3317), Héraclès saisit par la gorge un adversaire nu, de petite taille et décharné. Enfin, un vase du musée national étrusque de la villa Giulia (VG 48238) montre Héraclès appuyé sur sa massue et semblant converser avec Géras, lui-même appuyé sur sa canne.
L'interprétation de cette iconographie est difficile car aucun texte connu ne mentionne une rencontre d'Héraclès et de Géras. La scène pourrait signifier qu'Héraclès, mort jeune, a vaincu la vieillesse. Cependant, la mort d'Héraclès n'a rien de véritablement héroïque. Elle pourrait également montrer Héraclès voulant obtenir de Géras une description de la vieillesse.
Heraclès est le nom grec de Hercule.

## Culte
Philostrate rapporte que la colonie grecque de Gadeira, située en Hispanie, possède un autel en son honneur.

## Réception
Géras est l'antagoniste du roman Le Calice des dieux, sixième tome de la série Percy Jackson[réf. à confirmer].